# 臺南市安平區西門實驗小學
23°00′10″N 120°09′34″E / 23.002866°N 120.159496°E
臺南市安平區西門實驗小學（簡稱西門實小）是臺灣臺南市安平區的一所市立國民小學，其源自1913年設立的安平尋常小學校。

## 校史
西門實小在最早是1900年設立在安平公學校的小學科，而學校是設在當時的安平天后宮內。在1909年4月1日改為「臺南尋常高等小學校安平派遣所」，1911年11月19日改為「臺南尋常高等小學校安平分教場」。隨著安平地區的日人學童增加，安平公學校的空間逐漸不敷使用，有必要新建新校舍，因此在1912年規劃在熱蘭遮城南側的原清水師協鎮署建新校舍（安平748、749、749-1番地），同年3月動工，約在1913年3月底完工。同年4月1日，安平分教場獨立為「安平尋常小學校」。1914年4月1日，因設置高等科而改為「安平尋常高等小學校」。1919年8月，因高等科廢止而改為「安平尋常小學校」。在1938年4月1日，學校往北搬到了現址（安平949番地），而新校地所在原為英國領事館。1941年4月1日，學校改制為「安平國民學校」。
二戰後，曾焜在1945年12月3日繼任校長並接收學校，而曾焜原為安平國民學校訓導。1946年2月，學校改稱「安平區第二國民學校」，1947年2月改稱「西門國民學校」，1968年8月配合臺灣九年國民義務教育實施，改為「西門國民小學」，2017年改為「西門實驗小學」。
另外，因應「安平港國家歷史風景區」計畫，西門國小在2003規劃新校舍，2004年開工，2007年3月竣工。為了配合周邊的德記洋行、安平樹屋、安平古堡、夕遊出張所、東興洋行等古蹟景點，校園採無圍牆開放式、高度透空視野的設計規劃，並榮獲2007年都市景觀建築園冶獎與國家卓越建築類最佳規劃金質獎。

## 歷任校長
西門尋常(高等)小學校

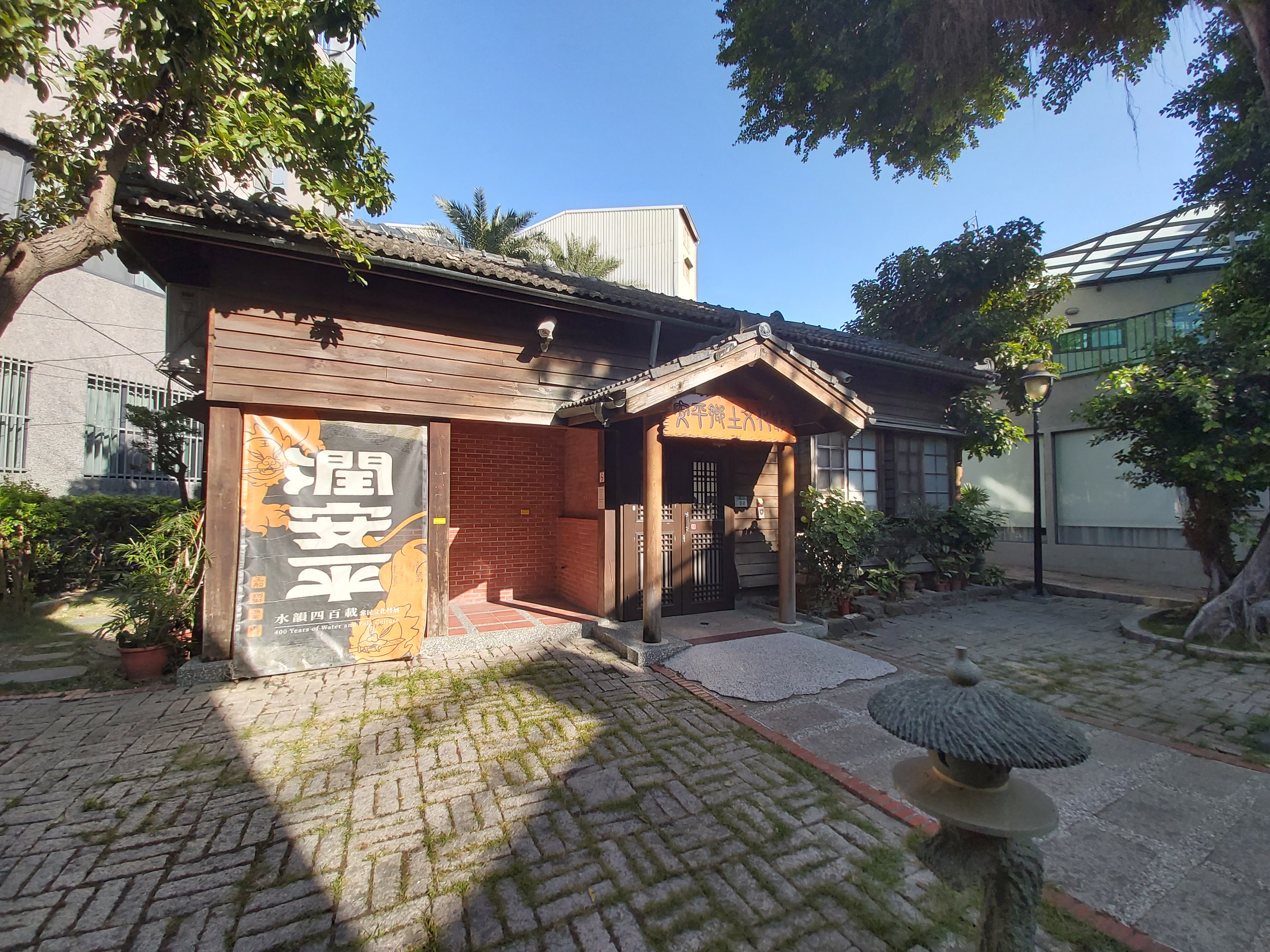
安平鄉土文化館，原安平尋常小學校校長宿舍，今址：觀音街64號

- 櫻谷權治郎：1913年4月~1919年8月，後任港仔墘尋常高等小學校長
- 中林敦吉：1919年8月~1921年2月，原任蕭壠尋常小學校長，後任南門尋常小學校教諭
- 上信佐市：1921年2月~1929年6月，原任臺南第一尋常高等小學校教諭，後任永康公學校校長
- 島津憲房：1929年6月~1934年8月，原任北門公學校長，後任台南市明治公學校長
- 西脇金藏：1934年8月~1934年11月，原任台南高等小學校長，後任台南市寶公學校長
- 大川四郎：1934年11月~1937年3月，原任南門尋常小學校訓導，後任布袋尋常小學校長
- 栗田利重：1937年3月~1938年?，原任布袋尋常小學校長，後任下鯤鯓公學校長
- 山崎磯兵衛：1938年?~1941年4月，原任車路墘公學校長，後任大灣國民學校長

西門國民學校
- 山崎磯兵衛：1941年4月~1942年3月，原任車路墘公學校長，後任大灣國民學校長
- 佐藤金平：1942年4月~1945年，原任奮起湖國民學校長

安平區第二國民學校、西門國民學校
- 曾焜：1945年~1954年
- 董瓊煙：1954年~1968年

西門國民小學
- 董瓊煙：1968年~1973年
- 蔡鐘乾：1973年~1978年
- 錢玉慶：1978年~1980年
- 李太郎：1980年~1983年
- 林雪輝：1983年~1991年
- 張明長：1991年~1995年
- 余義德：1995年~1997年
- 劉國正：1997年~2004年
- 周義雄：2004年~2008年
- 莊崑謨：2008年~2014年
- 呂翠鈴：2014年~2023年

西門實驗小學
- 呂翠鈴：2014年~2023年

## 備註
1. ↑  此處為安平開臺天后宮現址，現廟建於1962年。